# MXD3
MXD3 (англ. MAX dimerization protein 3) – білок, який кодується однойменним геном, розташованим у людей на короткому плечі 5-ї хромосоми. Довжина поліпептидного ланцюга білка становить 206 амінокислот, а молекулярна маса — 23 477.
| 10         |  | 20         |  | 30         |  | 40         |  | 50         |
| ---------- |  | ---------- |  | ---------- |  | ---------- |  | ---------- |
| MEPLASNIQV |  | LLQAAEFLER |  | REREAEHGYA |  | SLCPHRSPGP |  | IHRRKKRPPQ |
| APGAQDSGRS |  | VHNELEKRRR |  | AQLKRCLERL |  | KQQMPLGADC |  | ARYTTLSLLR |
| RARMHIQKLE |  | DQEQRARQLK |  | ERLRSKQQSL |  | QRQLEQLRGL |  | AGAAERERLR |
| ADSLDSSGLS |  | SERSDSDQEE |  | LEVDVESLVF |  | GGEAELLRGF |  | VAGQEHSYSH |
| GGGAWL     |  |            |  |            |  |            |  |            |

A: Аланін

C: Цистеїн

D: Аспарагінова кислота

E: Глутамінова кислота

F: Фенілаланін

G: Гліцин

H: Гістидин

I: Ізолейцин

K: Лізин

L: Лейцин

M: Метіонін

N: Аспарагін

P: Пролін

Q: Глутамін

R: Аргінін

S: Серин

T: Треонін

V: Валін

W: Триптофан

Кодований геном білок за функцією належить до репресорів. 
Задіяний у таких біологічних процесах, як транскрипція, регуляція транскрипції, альтернативний сплайсинг, поліморфізм. 
Білок має сайт для зв'язування з ДНК. 
Локалізований у ядрі.